# Hans Hausmann (Verwaltungsjurist)
Hans Hausmann (* 1876 in Spalt; † 15. Januar 1933 in München) war ein deutscher Verwaltungsjurist (Oberregierungsrat) und Bezirksamtmann.

## Leben
Hausmann studierte Rechtswissenschaften an der Ludwig-Maximilians-Universität München und beendete sein Studium mit der Promotion (dr. iur.). 1896 trat er der KBStV Rhaetia München bei. Nach seinem Studium war er als Assessor beim Bezirksamt Eggenfelden. Zum 1. Juli 1922 wurde er als Nachfolger von August Haase als Bezirksamtmann mit der Leitung des Bezirksamts Neustadt/Waldnaab betraut. 1929 wurde er an die Versicherungskammer Bayern berufen.
Auf seiner Trauerfeier sprach Hans Knorr.

## Ehrungen
Er erhielt das Ehrenbürgerrecht von Windischeschenbach und Luhe.